# Loris Gizzi
Loris Gizzi, né à Rome le 16 août 1899 et mort dans la même ville le 6 octobre 1986, est un acteur italien.

## Biographie
Né à Rome, après des études à l'université, Loris Gizzi a fréquenté une école de danse et de chant. Il a abandonné le cours, devenant employé des Ferrovie dello Stato, atteignant le rang de sous-directeur de gare.
Dans les années 1930, il a découvert sa vocation en tant qu'acteur auprès de plusieurs compagnies dramatiques. En 1935, lors d'un spectacle en plein air sur le mont Palatin, en l'honneur des hôtes royaux, il a été choisi pour jouer Remus dans la pièce de théâtre Rumon ; à partir de là, il est sollicité par d'importantes compagnies de l'époque, notamment en apparaissant en 1938 dans la pièce Francesca da Rimini de Gabriele d'Annunzio, mise en scène par Renato Simoni et avec Andreina Pagnani dans le rôle principal. Actif au cinéma depuis 1933 en tant qu'acteur, il joue principalement des rôles humoristique. Il a joué Gioachino Rossini à plusieurs reprises, avec lequel il a une ressemblance physique. Il a également été actif en tant qu'acteur de voix et doubleur.

## Filmographie

### Cinéma
- 1933 : Camicia nera : un subversif enflammé
- 1933 : T'amerò sempre : Meregalli
- 1935 : Affairs of Maupassant : Dr. Walitzky
- 1935 : I'll Give a Million : un riche (non crédité)
- 1936 : Ginevra degli Almieri
- 1936 : L'Escadron blanc : un touriste (non crédité)
- 1936 : Les Deux Sergents
- 1936 : Lo smemorato : Mario Tiana
- 1936 : Milizia territoriale
- 1937 : I due barbieri
- 1937 : La grande révolte : Malatesta
- 1938 : For Men Only : Ladislao Paszkowsky, le réalisateur
- 1939 : Her First Love
- 1939 : Il segreto inviolabile : Monsieur Smith
- 1939 : Se quell'idiota ci pensasse...
- 1939 : Torna, caro ideal! : Lord Cameron
- 1940 : Il ladro sono io
- 1941 : L'ultimo combattimento : Carrel
- 1941 : La sonnambula : Gioachino Rossini
- 1941 : Les Fiancés : le capitaine des gardes (non crédité)
- 1942 : I Live as I Please : le ténor
- 1942 : I sette peccati : Gustavo Mazzoni
- 1942 : La pantera nera : l'inspecteur Jackmil
- 1942 : Labbra serrate : l'avocat défendant Carlo
- 1942 : Phares dans le brouillard : Rico
- 1942 : Fra' Diavolo de Luigi Zampa : le préfet
- 1942 : Violette nei capelli : le père d'Alda
- 1943 : Gioco d'azzardo
- 1943 : Je vous aimerai toujours : Meregalli (non crédité)
- 1943 : Lascia cantare il cuore : Massimo Rossi
- 1943 : Sempre più difficile : le maire de Marina Rossa
- 1943 : The Genius and the Nightingale : Giovacchino Rossini
- 1944 : Il cappello da prete : le marquis Usilli
- 1944 : In cerca di felicità : le chanteur Fasola
- 1944 : L'homme à femmes : le prêtre
- 1945 : Come Back to Sorrento
- 1945 : L'Innocent Casimir (L'innocente Casimiro) de Carlo Campogalliani : Gustavo Corra
- 1945 : I dieci comandamenti de Giorgio Walter Chili
- 1946 : L'Aigle noir
- 1946 : Felicità perduta de Filippo Walter Ratti : médecin
- 1946 : Nous ne sommes pas mariés
- 1947 : Il vento m'ha cantato una canzone
- 1947 : L'apocalisse
- 1947 : La Grande Aurore : Cooky
- 1948 : L'isola di Montecristo
- 1948 : Les Années difficiles de Luigi Zampa : le ministre / le ministre fasciste
- 1948 : Totò au Tour d'Italie (Totò al giro d'Italia)
- 1949 : Il mondo vuole così
- 1949 : Vivere a sbafo
- 1950 : Santo disonore
- 1951 : Accidenti alle tasse!! : le chef de service des impôts
- 1951 : Destino : Filippo Borcello
- 1951 : Il padrone del vapore : le directeur du Grand Hôtel
- 1951 : Le Fils de personne : le directeur du collège (non crédité)
- 1951 : Anema e core de Mario Mattoli : commendeur Cocciaglia
- 1951 : Napoleone : Barras
- 1952 : Ha da venì... don Calogero : docteur
- 1952 : Il tallone di Achille : le psychanalyste Gregorius
- 1952 : La storia del fornaretto di Venezia
- 1952 : Le Manteau
- 1953 : Anni facili : un fasciste
- 1953 : Néron et Messaline : Decius Metellus
- 1953 : Verdi : Gioacchino Rossini
- 1954 : Amore e smarrimento
- 1954 : I tre ladri : homme sollicitant des fonds chez Tapioca (non crédité)
- 1954 : Il cardinale Lambertini : comte Orsi
- 1954 : L'Esclave du péché
- 1954 : La Prisonnière d'Amalfi (La prigioniera di Amalfi)
- 1954 : Le Carrousel fantastique : Erik Gustaffson
- 1954 : Milanesi a Napoli : président de la société
- 1954 : Théodora, impératrice de Byzance : Smirnos
- 1955 : Da qui all'eredità
- 1955 : Les Compères (I due compari) : un invité
- 1955 : La Belle des belles : Duval
- 1955 : La canzone del cuore
- 1955 : Plus près du ciel (La catena dell'odio) de Piero Costa
- 1955 : Le Destin d'une mère
- 1955 : Siamo uomini o caporali : le ténor
- 1956 : Amaramente : un invité à la fête
- 1956 : Le Chevalier de la violence
- 1956 : Moglie e buoi... : Monsieur Baglioni
- 1956 : Rigoletto e la sua tragedia : le comte de Ceprano
- 1956 : Una pelliccia di visone de Glauco Pellegrini
- 1956 : Scandale à Milan
- 1957 : Io, Caterina
- 1957 : Serenate per 16 bionde : le constructeur
- 1957 : Susanna tutta panna
- 1958 : Adorabili e bugiarde : le greffier
- 1958 : L'amore nasce a Roma : M. Connolly
- 1958 : Mia nonna poliziotto : médecin-chef de la clinique
- 1959 : Agosto, donne mie non vi conosco
- 1959 : Avventura in città
- 1959 : Seule contre Borgia : Checco Orsi
- 1959 : The Devil's Cavaliers : procureur
- 1960 : Le chat miaulera trois fois
- 1960 : Le Tank du huit septembre
- 1960 : Les Pirates de la côte : Don Fernando Linares
- 1960 : Un de la réserve : chef de la pharmacie
- 1961 : Constantin le Grand : procureur romain
- 1961 : La Terreur des mers : gouverneur
- 1961 : Le Secret de l'épervier noir : Don Pedro Ordigaso
- 1961 : Mary la rousse, femme pirate : directeur de la prison
- 1961 : Soliman le Magnifique : Suleiman II
- 1961 : Una spada nell'ombra : oncle Roger
- 1962 : Seul contre sept : l'intendant
- 1962 : La Furie des S.S. : le consul allemand à Rome
- 1962 : Le mercenaire : conseiller (non crédité)
- 1963 : Goliath et le Cavalier masqué : Pedro, l'envoyé du roi
- 1963 : La donna degli altri è sempre più bella : commendeur Bartoloni (segment "La dirittura morale")
- 1963 : Maciste contre Zorro : Don Alvarez
- 1964 : Un Américain à Rome
- 1965 : Giant of the Evil Island : le docteur
- 1965 : James Tont operazione U.N.O. : Goldsinger
- 1966 : The Wacky World of James Tont : M. Spring
- 1968 : I due crociati
- 1968 : Le Fils de l'Aigle noir (Il figlio di Aquila Nera) de Guido Malatesta : Procopovic
- 1969 : Colpo di stato
- 1969 : Isabelle, duchesse du diable (Isabella duchessa dei diavoli) : maréchal Bassompierre
- 1969 : La Dernière Balle à pile ou face (Testa o croce) de Piero Pierotti : Bocca di Rosa
- 1969 : Zorro, marquis de Navarre (Zorro marchese di Navarra) de Franco Montemurro : Don Ignazio, maire

### Télévision

#### Séries télévisées
- 1963 : Demetrio Pianelli
- 1963 : Il mulino del Po : le libraire
- 1964 : I grandi camaleonti : Montgaillard
- 1964 : Vita di Michelangelo : le marchand
- 1965 : Il padrone del villaggio : Bachceev
- 1965 : La figlia del capitano : le maître de poste
- 1966 : David Copperfield (it) : Spenlow
- 1966 : Il conte di Montecristo : président du parlement
- 1966 : Le avventure di Laura Storm : Joe Martin
- 1966 : Luisa Sanfelice : Valerio Salinero
- 1966 : Madame Curie : professeur
- 1967 : I racconti del faro : Alberti
- 1967 : La fiera delle vanità : Clapp
- 1969 : Il segreto di Luca : le président
- 1970 : Le avventure di Ciuffettino : roi des paresseux
- 1971 : ...e le stelle stanno a guardare : Ramage
- 1971 : I Buddenbrook : le sénateur Möllendorpf
- 1971 : Nero Wolfe : Blanc
- 1977 : Sacco e Vanzetti

#### Téléfilms
- 1963 : Il piccolo caffè
- 1967 : Il professore
- 1972 : Le colonne della società